# Jim Justice
Pour les articles homonymes, voir Justice (homonymie).
James Conley Justice II, dit Jim Justice, né le 27 avril 1951 à Charleston (Virginie-Occidentale), est un homme d'affaires et homme politique américain.
Membre du Parti républicain bien qu'ayant été un temps au Parti démocrate, il est gouverneur de Virginie-Occidentale de 2017 à 2025 et sénateur pour la Virginie-Occidentale depuis 2025.

## Biographie

### Carrière privée
Jim Justice grandit dans le comté de Raleigh, en Virginie-Occidentale. Il hérite de terres minières de son père. Homme d'affaires, il devient milliardaire grâce à ses entreprises dans le domaine de l'exploitation minière et du resort. À 1,7 milliard de dollars au sommet de sa carrière, il est ainsi la personne la plus riche de Virginie-Occidentale. Il possède notamment The Greenbrier. Durant son mandat de gouverneur, sa fortune décline cependant de plus de moitié.
Il est critiqué pour ne pas avoir payé plus de 15 millions de dollars de taxes et de pénalités pour ses entreprises de production de charbon et pour ne pas respecter certaines normes de sécurité, bien qu'ayant payé plus de 300 millions de dollars d'impôts,.

### Gouverneur de Virginie-Occidentale
Initialement membre du Parti républicain, il rejoint le Parti démocrate en février 2015, tout en s'opposant à Barack Obama et Hillary Clinton. Il est considéré comme un démocrate conservateur.

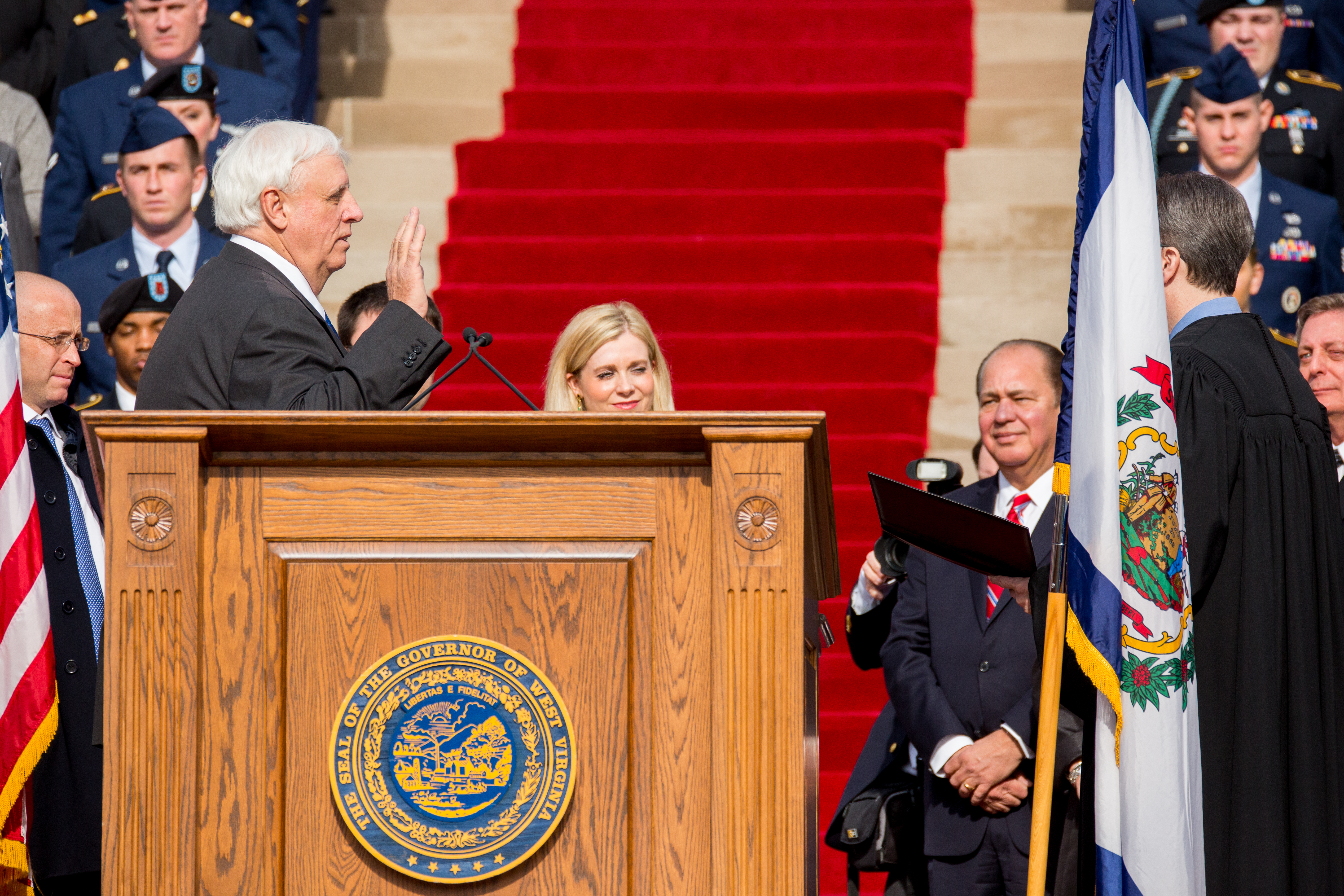
Prestation de serment de Jim Justice en tant que gouverneur, le 16 janvier 2017.

Aux élections de 2016, Jim Justice est élu gouverneur de Virginie-Occidentale avec 49,1 % des suffrages devant Bill Cole, candidat présenté par les républicains et alors président du Sénat de Virginie-Occidentale, à 42,3 %. Le même jour, l'État vote largement en faveur du républicain Donald Trump pour la présidence des États-Unis et les deux chambres de la législature de la Virginie-Occidentale sont remportées par les républicains. Jim Justice entre en fonction le 16 janvier 2017. En juillet 2017, il annonce quitter le Parti démocrate et rejoindre de nouveau le Parti républicain, avec le soutien du président Donald Trump qui le surnomme « Big Jim ».
En 2020, il est aisément réélu gouverneur avec 63,5 % des suffrages face au démocrate Ben Salango (30,2 %). Il devient le premier gouverneur républicain de l'histoire de la Virginie-Occidentale élu avec une majorité des voix dans tous les comtés de l'État. En tant que gouverneur, Jim Justice soutient le rattachement des comtés de Garrett, d'Allegany et de Washington dans le nord-ouest du Maryland à la Virginie-Occidentale, selon un souhait exprimé par des élus locaux.

### Candidature au Sénat
La Constitution de l'État limite le gouverneur à exercer deux mandats consécutifs. En 2023, il annonce sa candidature à l'investiture républicaine pour l'élection sénatoriale de 2024 en Virginie-Occidentale,. Donné favori et soutenu par Donald Trump, il remporte en mai 2024 la primaire républicaine face au représentant Alex Mooney, avec un score de 61,84 %. En novembre, il est opposé au démocrate Glenn Elliott, maire de la ville de Wheeling. Les analystes politiques prédisent que le siège au Sénat devrait lui revenir, la Virginie-Occidentale étant l'un des États les plus conservateurs du pays alors que le sortant Joe Manchin ne se représente pas. Le 5 novembre, sans surprise, il est largement élu contre Glenn Elliott.